# Cayo Julio Juvenal
Cayo o Gayo Julio Juvenal  fue un senador romano del siglo I, que desarrolló su carrera política bajo los imperios de Nerón, Vespasiano, Tito y Domiciano.

## Carrera
Su único cargo conocido fue el de cónsul suffectus entre marzo y abril de 81, bajo Tito, quien falleció en septiembre de ese año.